# Rührsdorf (Gemeinde Rossatz-Arnsdorf)
Rührsdorf ist eine Ortschaft und eine Katastralgemeinde der Marktgemeinde Rossatz-Arnsdorf im Bezirk Krems in Niederösterreich. Die Ortschaft hat 144 Einwohner (1. Jänner 2024). Bis Ende 1971 war Rührsdorf eine eigenständige Gemeinde.

## Geografie
Das Dorf liegt westlich von Rossatz unmittelbar an der Donau. Es ist von der Aggsteiner Straße über Nebenstraßen erreichbar.

## Geschichte
Das Gebiet von Rührsdorf befand sich seit zumindest 823 im Besitz des Bistums Passau und von 1732 bis 1848 der Grafen Schönborn-Puchheim. Die erste urkundliche Erwähnung des Ortes, in dem verschiedene Stifte Weingärten besaßen, stammt von 1083.
Mit 1. Jänner 1972 wurden die Gemeinden Mitterarnsdorf, Rossatz, Oberarnsdorf und Rührsdorf zur Gemeinde Rossatz zusammengelegt.
Im Januar 2015 wurde das LIFE-Projekt „Auenwildnis Wachau“ gestartet, mit dem die Renaturierung der Donauufer und ihrer Auenlandschaft forciert wird. Damit werden Flora und Fauna geschützt, Rückhalt für Hochwässer geschaffen und attraktive Naherholungsräume für die Menschen zurückgewonnen. Eine der ersten Maßnahmen betraf die Pritzenau bei Rührsdorf.